# Yvon Berland
Pour les articles homonymes, voir Berland.
Yvon Berland, né le 6 février 1951 à Marseille, est un universitaire et médecin français.
Il est président de l'université Aix-Marseille-II à partir de 2004, puis devient en 2012 le premier président de l'université d'Aix-Marseille, une fonction qu'il exerce jusqu’en 2019. Il est également vice-président de Louis Vogel à la Conférence des présidents d'université entre 2010 et 2012, président du conseil d'administration de l'École des hautes études en santé publique de 2011 à 2016 et de la commission des questions de santé de la conférence des présidents d'université jusqu'en 2019. 
Le 15 mars 2020, Yvon Berland, tête de liste de La République en marche se présente à la mairie de Marseille aux élections municipales de 2020 et termine 6e, avec 7,88% des voix au 1er tour.

## Études et début de carrière
Il est d'abord interne des hôpitaux de Marseille et soutient sa thèse d'exercice en médecine en 1979. Il se spécialise en néphrologie. 
Il est nommé professeur des universités-praticien hospitalier en 1988 à l'université Aix-Marseille-II et prend alors la direction du service de néphrologie hémodialyse à l’hôpital Sainte-Marguerite.
En 1995, il devient médecin coordonnateur du Centre d’investigation clinique de Marseille. En 1998, il est élu directeur de l'UFR de médecine de l'université.
Il prend en 2000 la direction du service de néphrologie, dialyse et transplantation rénale à l’hôpital de la Conception. En 2003, il prend la présidence du nouvellement créé Observatoire national de la démographie des professions de santé (ONDPS). 
En 2002, il est chargé par le Ministère de la Santé de rapports sur la démographie des professions de santé. 

## Président d'université

### Université Aix-Marseille-II
En 2004, il succède à Michel Laurent à la tête de l'université Aix-Marseille-II pour un mandat de 5 ans non renouvelable. 
En 2008, il est élu président de la commission santé de la Conférence des présidents d'université, qui vient d'être créée par la loi LRU. Il est réélu à cette présidence de commission en 2010, 2012, 2014 et 2016. La même année, il prend la présidence tournante du PRES Aix-Marseille Université pour un an. Ce PRES préfigure la future fusion des trois universités marseillaises.
La loi LRU permettant aux présidents d'universités d'effectuer un maximum de deux mandats consécutifs, alors raccourcis à quatre ans, Yvon Berland est réélu pour un nouveau mandat de quatre ans en 2009. La même année, il est nommé membre de la Commission Marescaux pour la réforme des CHU par le président Nicolas Sarkozy.  En 2010, il est élu vice-président de la CPU alors présidée par Louis Vogel.
Nommé personnalité qualifiée par les ministres chargés des affaires sociales et de la santé au conseil d'administration de l'EHESP, il en est élu le président le 13 juillet 2011, fonction qu'il occupera jusqu'en juin 2016. Il est également élu président du Cancéropôle PACA en juin 2011.

### Université d'Aix Marseille
Par un décret du 24 août 2011 entré en vigueur le 1er janvier 2012, les universités Aix-Marseille-I, Aix-Marseille-II et Aix-Marseille-III fusionnent pour donner naissance à l'université d'Aix Marseille. Yvon Berland est alors élu président pour un mandat de 4 ans. En décembre 2015, il est réélu pour un nouveau mandat de quatre ans à la tête de l'université, cumulant ainsi au total seize années de présidence universitaire.
En décembre 2012, il perd sa vice-présidence de la CPU lorsque Jean-Loup Salzmann est élu à la tête de la conférence ; il conserve néanmoins la présidence de la commission santé. 
Atteint par la limite d'âge, il quitte ses fonctions de président de l'université d'Aix-Marseille le 31 août 2019.

## Engagement politique
Le 18 juillet 2019, il déclare sa candidature à l'investiture de La République en marche pour la mairie de Marseille aux élections municipales de 2020 tout en annonçant vouloir porter une candidature indépendante et en se donnant comme fil rouge l'éducation et la jeunesse. Après une longue période d'incertitude, il reçoit le soutien de LREM en décembre 2019,. Sa campagne est laborieuse puis émaillée d'un incident lorsqu'il adresse un coup de fil agressif à un journaliste des Echos suivi d'un texto stipulant qu'il allait "lui mettre la tête dans le cul". Ses propos sont désavoués par la direction du parti LREM et Yvon Berland présente ses excuses dans un communiqué.  Tête de liste dans le quatrième secteur de Marseille (arrondissements 6 et 8), il décide de se maintenir après le premier tour, ce qui provoque une quadrangulaire compliquée dans le quatrième secteur. il obtient 7,67 % des suffrages au second tour, et 1,53 % tous secteurs marseillais confondus.
Il cherche à prendre la tête d'Agir à l'occasion des élections régionales, mais rencontre l'opposition des élus de ce parti. Il est finalement nommé chef de file pour la région PACA. 

## Distinctions
- Chevalier de la Légion d'honneur en 2003[22].
- Officier de la Légion d'honneur en 2012[23].
- Commandeur de la Légion d'honneur en 2020[24]
- Officier de l'ordre national du Mérite (14 novembre 2008)[25]
- Officier de l'ordre des Palmes académiques[2]
- Médaille de la jeunesse, des sports et de l'engagement associatif, or[2]
- Médaille d'or du Service de Santé des Armées[2]